# Ligne de tramway C (ELRT)
La ligne C est une ancienne ligne du tramway de Roubaix Tourcoing qui reliait Roubaix à Toufflers.

## Histoire
Elle est supprimée le 15 juillet 1956.